# (32808) Bischoff
(32808) Bischoff est un astéroïde de la ceinture principale.

## Description
(32808) Bischoff est un astéroïde de la ceinture principale. Il fut découvert le 10 octobre 1990 à Tautenburg par Lutz Dieter Schmadel et Freimut Börngen. Il présente une orbite caractérisée par un demi-grand axe de 3,12 UA, une excentricité de 0,11 et une inclinaison de 4,9° par rapport à l'écliptique.

## Compléments